# Musik pour the ratas
 Musik pour the ratas  es el primer álbum de Glamour to kill.

## Lista de canciones
1. Clone Fashion
2. Encore une fois
3. Disskontrol
4. Dainty nasty doll
5. Through the dark
6. Love to kill
7. Fucking boy
8. Shake
9. Waiting for you
10. In your eyes
11. Outside
12. Eisbar
13. Sexo telefónico

- Datos: Q2842039